# Dasyophthalma creusa
Dasyophthalma creusa é uma borboleta neotropical da família Nymphalidae, subfamília Satyrinae e tribo Brassolini, nativa do Brasil (da Bahia ao Rio Grande do Sul). Vista por cima ela é marrom, com manchas características de coloração branca que também aparecem na parte ventral das asas. Vista por baixo, apresenta coloração amarelada com finas pontuações em negro; além de apresentar três ocelos de coloração laranja em cada asa posterior. Apresentam leve dimorfismo sexual.

## Hábitos
Adultos de Dasyophthalma alimentam-se de frutos caídos, em fermentação, no solo das florestas e seu voo é lento, nas partes mais densas da mata, ou rápido nas trilhas abertas e nos horários de sol intenso; diferente, portanto, da grande maioria das espécies de outros gêneros de Brassolini que possuem hábitos crepusculares.

## Lagarta e Pupa
Lagarta com tórax e abdome pubescentes, de coloração geral verde, com faixas longitudinais em diferentes tons de verde e amarelo cítrico; passam por uma alteração drástica de coloração quando próximas de pupas. Adquirem a cor vermelho carmim, alternando faixas longitudinais nesta cor e em verde musgo, assim permanecendo por aproximadamente dois dias. Alimentam-se de folhas de Geonoma schottiana (Arecaceae). Pupa de coloração geral parda, com mesclas escuras e claras.

## Subespécies
Dasyophthalma creusa possui duas subespécies:
- Dasyophthalma creusa creusa - Nativa do Brasil, descrita por Hübner em 1821.
- Dasyophthalma creusa baronesa - Nativa do Brasil (Espírito Santo), descrita por Stichel em 1904.